# Mereteseguer
Mereteseguer, também conhecida como Mersegrite ou Merteseguer, era uma deusa cobra tebana na antiga religião egípcia, encarregada de guardar e proteger a vasta necrópole de Tebas - na margem oeste do Nilo, em frente a Tebas - e especialmente o fortemente guardado Vale dos Reis. Seu culto era típico do Reino Novo (1550–1070 a.C.).

## Atributos
O nome de Mereteseguer significa "Aquela que ama o silêncio", em referência ao silêncio da área desértica que ela mantinha ou, segundo outra interpretação, "Amada daquele que faz o silêncio (Osíris)". Era patrona dos artesãos e trabalhadores da aldeia de Deir Almedina, que construíram e decoraram os grandes túmulos reais e nobres. Profanações de ricos sepultamentos reais já estavam em andamento desde o Reino Antigo (r. 2686–2181 a.C.), às vezes pelos próprios trabalhadores: a gênese de Mereteseguer foi a necessidade espontânea de identificar uma deusa guardiã, perigosa e misericordiosa, dos túmulos de soberanos e aristocratas. O seu culto, também presente em Esna (perto de Luxor), atingiu o seu apogeu durante a XVIII dinastia. Uma esposa real do faraó do Reino Médio Sesóstris III (c. 1878–1839 a.C.) chamava-se Mereteseguer; ela foi a primeira a ostentar o título de Grande Esposa Real (que se tornou o título padrão às principais esposas dos faraós) e a primeira cujo nome foi escrito num cartucho: no entanto, como não existem fontes contemporâneas relacionadas à Grande Esposa Real Mereteseguer, este homônimo da deusa é provavelmente uma criação do Reino Novo.
A deusa Mereteseguer era adorada pela guilda dos trabalhadores, que temia muito sua ira. Sendo uma divindade local, apenas lhe foram dedicados pequenos templos rochosos (como aquele localizado no caminho que leva ao Vale das Rainhas) e algumas estelas com orações e pedidos de perdão, bem como vários capelinhas bem no sopé da colina dedicada a ela - que também era sua personificação. Ela às vezes era associada a Hator: até mesmo esta última era considerada protetora dos túmulos em seus aspectos funerários de "Senhora do Oeste" e "Senhora da Necrópole", que abriram os portões do submundo. A sua estreita associação com o Vale dos Reis impediu-a de se tornar algo mais do que uma divindade local, e quando o vale deixou de ser usado (e Tebas foi abandonada como capital), ela também deixou de ser adorada (séculos XI/X a.C.).

## Colina de Mereteseguer
Meretseger foi especialmente associado à colina agora chamada de El Curne "O Chifre" (em egípcio: tꜣ-dhnt; romaniz.: lit. "O Pico"), um pico natural, o ponto mais alto (420 metros) nas Colinas de Tebas, que tem vista do Vale dos Reis. Apresenta formato quase piramidal quando visto da entrada do Vale dos Reis, por isso alguns egiptólogos acreditam que pode ter sido o motivo da escolha do local como necrópole real. El Curne, também considerado uma das entradas ao Duate (submundo), era sagrado tanto para Mereteseguer quanto para Hator, mas a primeira era considerada sua verdadeira personificação. Por esta razão, dois dos muitos epítetos de Mereteseguer foram "Pico do Oeste" (Dehente-Imentete) e "Senhora do Pico". Muitas pequenas estelas criadas por artesãos e trabalhadores foram encontradas como evidência de devoção às suas divindades favoritas: além de Mereteseguer, Ptá, Amom, Hator, Tote e o faraó deificado Amenófis I (c. 1525–1504 a.C.), cujo culto era muito popular em Deir Almedina.

## Estela de Neferabu
Acreditava-se que Mereteseguer punia os trabalhadores que cometiam um sacrilégio (roubando algo dos túmulos reais ou dos locais de construção - os instrumentos de cobre eram particularmente preciosos - bem como aqueles que falhavam no juramento), envenenando-os com a sua mordida. Mas ela também era considerada generosa em perdoar aqueles que se arrependiam dela e, neste caso, iria curá-lo do mal físico. É o caso do desenhista Neferabu, que teria sido curado da cegueira depois de ter implorado a Mereteseguer, como ele próprio pôde atestar numa estela de calcário (Museu Egípcio, Turim) dedicada a ela:
Dando louvor ao Pico do Oeste, beijando o chão pelo ka dela, eu dou louvor, ouço (meu) chamado, fui um homem verdadeiro na terra! Feito pela serva do Lugar da Verdade, Neferabu, justificado. (Eu era) um homem ignorante e tolo, que não distinguia o bem do mal, cometi a transgressão contra o Pico, e ela me ensinou uma lição. Eu estava nas mãos dela tanto de noite como de dia, sentei-me em tijolos como a mulher em trabalho de parto, chamei o vento, ele não veio até mim, libei ao Pico do Oeste, grande força, e a todos os deuses e deusa. Eis que direi aos grandes e aos pequenos, que estão na tropa: cuidado com o Pico! Pois há um leão dentro dela! O Pico ataca com o golpe de um leão selvagem, ela está atrás daquele que a ofende! Invoquei minha Senhora, encontrei-a vindo até mim como uma doce brisa; ela foi misericordiosa comigo, tendo me feito ver sua mão. Ela voltou para mim apaziguada, fez esquecer minha doença; pois o Pico do Oeste fica apaziguado, se alguém o invocar. Assim diz Neferabu, justificado. Ele diz: Eis que ouçam todos os ouvidos que vivem na terra: cuidado com o Pico do Oeste! Estela de Neferabu
Em relação aos egípcios com suas divindades, os conceitos de pecado, arrependimento e perdão eram muito inusitados; essas características do culto de Mereteseguer parecem ser únicas.

## Santuário de pedra em Deir Almedina
O santuário rochoso de Mereteseguer em Deir Almedina foi formado por uma série de cavernas colocadas em semicírculo, cujas abóbadas, no entanto, ruíram devido a terremotos, e nas paredes externas ainda conservam muitas estelas, enquanto um grande número de fragmentos foram inventariados e distribuídos para vários museus. Também foi dedicado ao mais reverenciado Ptá, o deus dos artesãos. Sobrepondo o santuário há uma rocha com o formato da cabeça de uma cobra. A grande quantidade de material encontrado confirma que o templo era muito popular e famoso – localmente.

## Iconografia
Mereteseguer às vezes era retratada como uma mulher com cabeça de cobra, embora esta iconografia seja bastante rara: neste caso ela poderia segurar o cetro, além de ter a cabeça encimada por uma pena e estar armada com duas facas. Mais comumente, era retratada como uma cobra ou escorpião com cabeça de mulher, uma esfinge com cabeça de cobra, uma cobra com cabeça de leão ou uma cobra de três cabeças (mulher, cobra e abutre). Em várias estelas, ela usa um módio encimado pelo disco solar e por duas penas, ou a coroa hatórica (o disco solar entre dois chifres bovinos). Suas principais representações artísticas estão dentro de luxuosos túmulos reais, por exemplo:
- A tumba (TT56) de Userate, "Escriba que conta o pão para o Alto e Baixo Egito" sob o faraó Amenófis II (r. 1427–1401 a.C.), onde aparece com Montu;[21]
- A tumba (KV14) da Rainha Tausserte (c. 1191–1189 a.C.) e do faraó Setenaquete (c. 1189–1186 a.C.), onde aparece ajoelhada;[22]
- A tumba (KV9) do faraó Ramessés VI (c. 1144–1136 a.C.), onde aparece, junto com Quespisiquis, Amom-Rá, Ptá-Socáris e Rá-Horaqueti, recebendo oferendas do próprio rei;[23]
- A tumba (KV18) do faraó Ramessés X (c. 1111–1107 a.C.), onde aparece com Rá-Horaqueti;[24]
- A tumba (KV4) do faraó Ramessés XI (c. 1107–1077 a.C.), onde aparece com muitas divindades.[25]